# Coastal Trail
Le Coastal Trail est un sentier de randonnée américain dans le comté de Humboldt, en Californie. Protégé au sein du parc national de Redwood, ce sentier littoral d'environ 43,5 kilomètres est classé National Recreation Trail depuis 1981.